# 黄世崇
黄世崇，字石珊，湖南湘阴人，清朝政治人物。
鄉試中舉。光绪十七年（1891年）至光绪二十年（1894年），擔任利川知县，后调任恩施知县。光绪二十二年（1896年）至光绪二十三年（1897年），复任第五十九任利川知县。